# Sarah Pavan

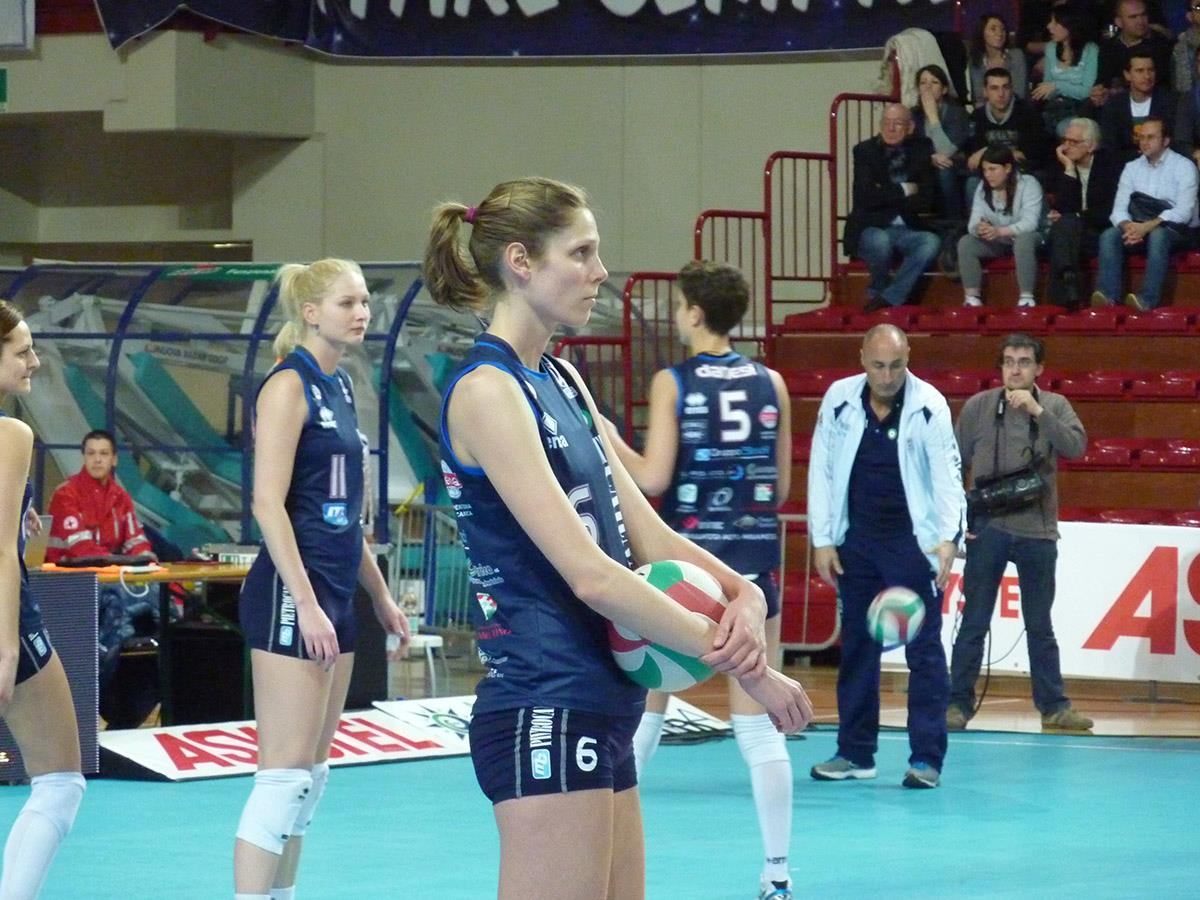
Sarah Pavan zawodniczką MC-PietroCarnaghi Villa Cortese

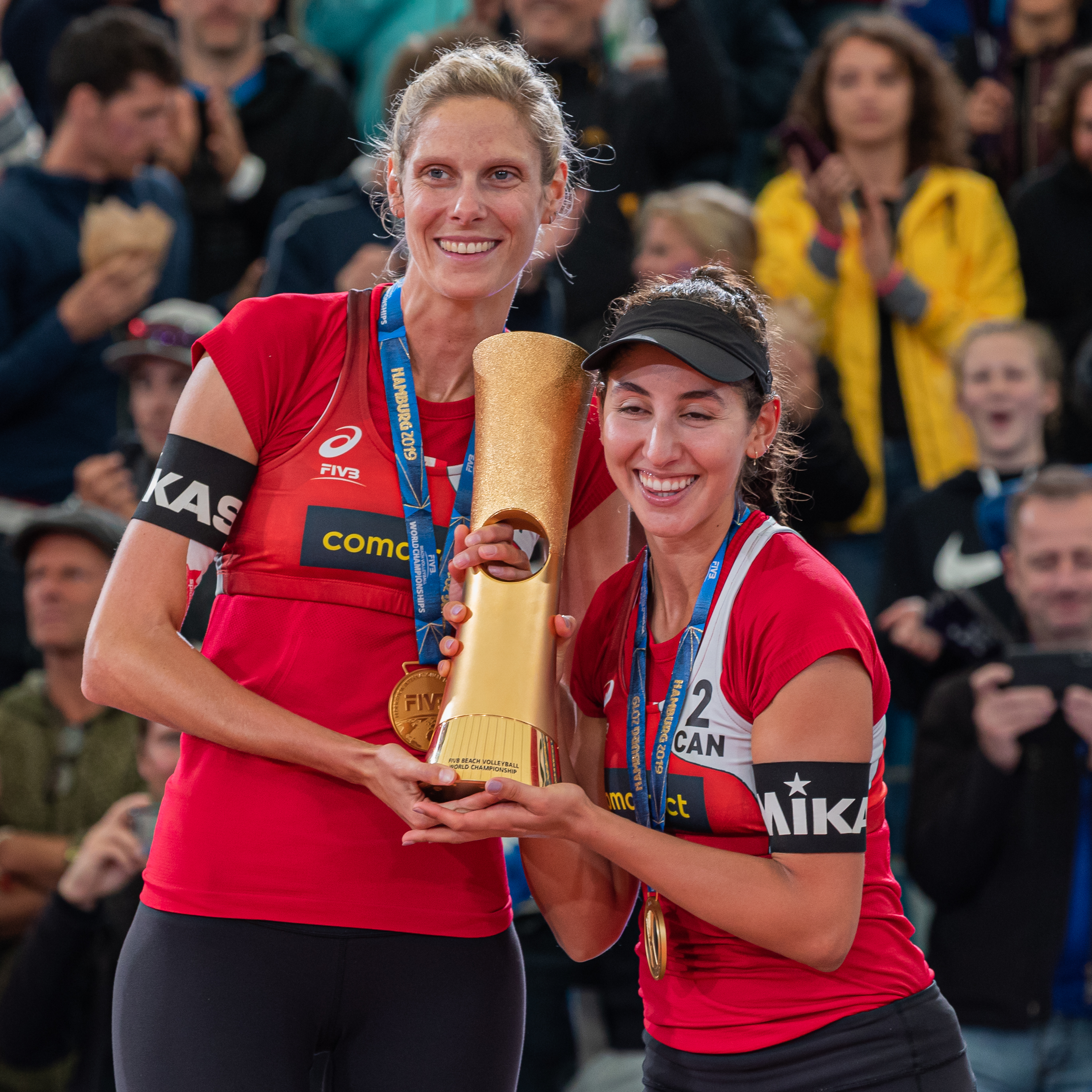
Sarah Pavan wraz z Melissą Humana-Paredes złotymi medalistkami Mistrzostwa Świata w siatkówce plażowej 2019

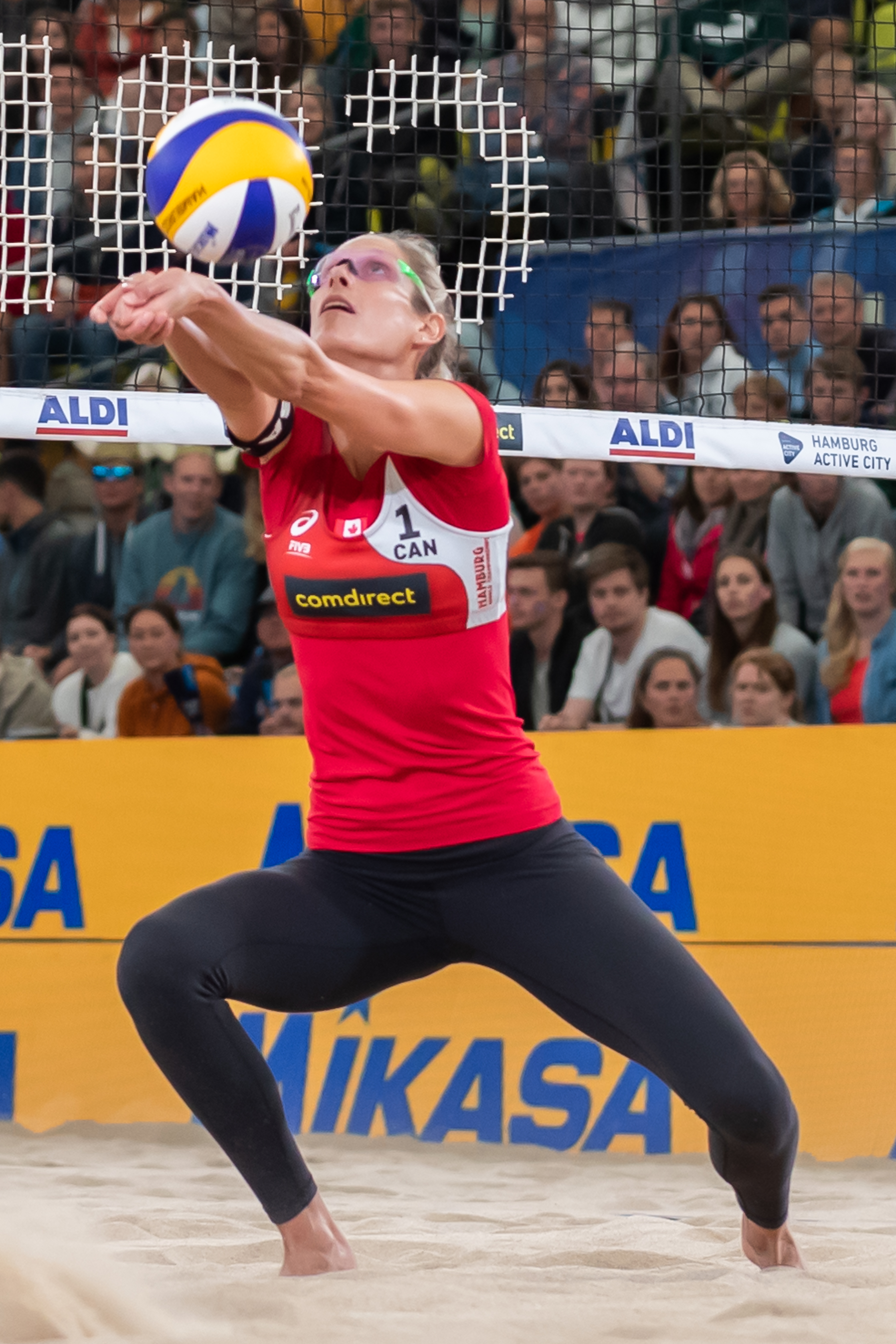
Sarah Pavan podczas odbijania piłki sposobem dolnym

Sarah Pavan (ur. 16 sierpnia 1986 w Kitchener) – kanadyjska siatkarka, reprezentantka kraju, grająca na pozycji atakującej. Jej młodsza siostra Rebecca, również jest siatkarką.
W seniorskiej reprezentacji Kanady zadebiutowała w wieku 16 lat, stając się najmłodszą siatkarką, która kiedykolwiek została powołana do kadry narodowej Kanady. W 2024 roku ogłosiła zakończenie kariery siatkarskiej.

## Siatkówka halowa

### Sukcesy klubowe
Liga południowokoreańska:
- 2011

Liga włoska:
- 2012

Klubowe Mistrzostwa Ameryki Południowej:
- 2013

Liga brazylijska:
- 2013, 2014

Klubowe Mistrzostwa Świata:
- 2013

Liga chińska:
- 2016

### Nagrody indywidualne
- 2002: MVP Mistrzostw Ameryki Północnej, Środkowej i Karaibów Kadetek
- 2011: Najlepsza punktująca Pucharu Panamerykańskiego
- 2011: Najlepsza punktująca Mistrzostw Ameryki Północnej, Środkowej i Karaibów
- 2012: Najlepsza atakująca turnieju finałowego Ligi Mistrzyń
- 2012: MVP w finale o Mistrzostwo Włoch
- 2013: Najlepsza atakująca Klubowych Mistrzostw Świata

## Siatkówka plażowa

### Sukcesy[2]
World Tour 2015:
Faza turniejowa
- Praga, Poreč
- Gstaad, Jokohama

World Tour 2016:
Faza turniejowa
- Poreč
- Moskwa

World Tour 2017:
Faza turniejowa
- Poreč
- Rio de Janeiro, Olsztyn
- Gstaad

World Tour 2018:
Faza turniejowa
- Xiamen, Gstaad

World Tour 2019:
Faza turniejowa
- Edmonton, Wiedeń
- Itapema

Mistrzostwa Świata 2019:
- Hamburg

World Tour 2021:
Faza turniejowa
- Doha, Cancún (I turniej)
- Gstaad

Faza finałowa
- Cagliari

World Tour 2022:
Faza turniejowa
- Jurmała

World Tour 2023:
Faza turniejowa
- Chiang Mai